# دهستان پولوا
دهستان پولوا (به لاتین: Põlva Parish) یک دهستان در کشور استونی است که در شهرستان پولوا واقع شده‌است.

## خصوصیات
دهستان پولوا ۷۰۶ کیلومترمربع مساحت و ۱۴۶۰۰ نفر جمعیت دارد.